# Star Wars Hyperspace Mountain
Vous lisez un « bon article » labellisé en 2022.
Pour des articles plus généraux, voir Space Mountain et Space Mountain (Disneyland Paris).
Pour les articles homonymes, voir Space Mountain (homonymie), Hyperespace et HSM.
Star Wars Hyperspace Mountain (litt. « montagne de l'hyperespace ») est une attraction des parcs Disney de type montagnes russes enfermées. Conçue par les équipes de la Walt Disney Imagineering, il s'agit d'une adaptation temporaire de Space Mountain dans le thème de Star Wars. Le visiteur participe à une bataille spatiale au-dessus de Jakku aux côtés des forces de la Nouvelle République contre les derniers vestiges de l'Empire galactique. Cette version de Space Mountain est moyennement accueillie par les critiques quelle que soit la localisation. Il lui est notamment reproché d'être moins bien que la version d'origine, ou encore pour la version française, de ne pas être cohérente avec ses décors.
La première version de l'attraction est inaugurée à Disneyland en 2015 peu de temps avant la sortie de Star Wars, épisode VII : Le Réveil de la Force au cinéma. Dans les années qui suivent, d'autres versions ouvrent à Hong Kong Disneyland et au parc Disneyland.

## Historique
En 2015, Disneyland en Californie transforme sa version de la célèbre attraction Space Mountain.  Renommée Hyperspace Mountain, cette version ayant comme thème l'univers Star Wars ouvre ses portes en novembre 2015. Elle fait partie d'une campagne promotionnelle pour la troisième trilogie, dont le premier film, Le Réveil de la Force, sort le mois suivant,. Cette version temporaire de l'attraction ne nécessite que des changements minimes, notamment le panneau d'entrée, la bande son ou encore la vidéo de sécurité, elle fait donc chaque année son retour à la « Saison de la Force » qui a lieu en mai.
En juin 2016, Hong Kong Disneyland ouvre également sa version de Hyperspace Mountain. Grâce à l'ajout d'écrans et de projections, l'attraction a rapidement pu être transformée,.
Enfin, en 2017, c'est au tour du parc Disneyland en France de changer le thème de l'une de ses attractions phares. Pendant quatre mois, l'attraction, qui devrait être renommée « Star Wars Hyperspace Mountain : Rebel Mission »,, entre en réhabilitation. Les trains sont remplacés par de nouveaux plus confortables au style victorien. Les anciens décors à l'intérieur de l'attraction sont dissimulés, et de nouveaux écrans et projections sont ajoutés. En mai 2017, la nouvelle version de l'attraction, finalement nommée « Star Wars Hyperspace Mountain », ouvre au public.

## Synopsis

### Présentation de l'univers

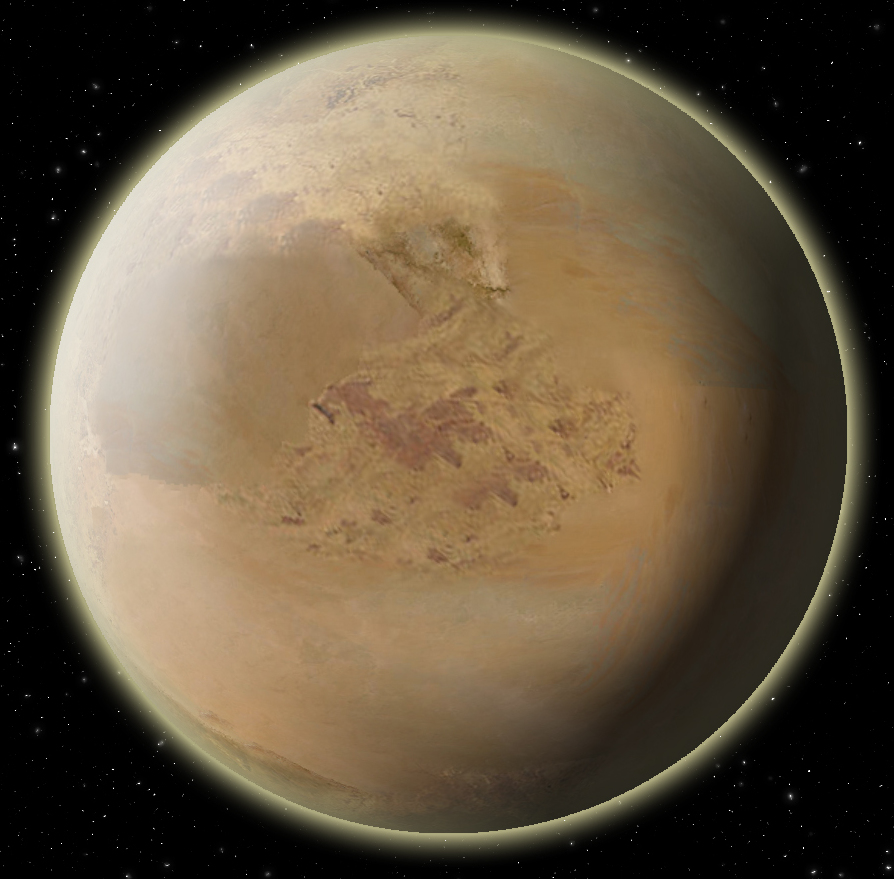
Vision d'artiste d'une planète-désert similaire à Jakku.

L'univers de Star Wars se déroule dans une galaxie qui est le théâtre d'affrontements entre les Chevaliers Jedi et les Seigneurs noirs des Sith, personnes sensibles à la Force, un champ énergétique mystérieux leur procurant des pouvoirs psychiques. Les Jedi maîtrisent le Côté lumineux de la Force, pouvoir bénéfique et défensif, pour maintenir la paix dans la galaxie. Les Sith utilisent le Côté obscur, pouvoir nuisible et destructeur, pour leurs usages personnels et pour dominer la galaxie.
Pour amener la paix, une République galactique a été fondée avec pour capitale la planète Coruscant. Mais, tout au long de son existence, elle est secouée par des sécessions et des guerres. Pour mettre fin à ceci, la République est remplacée en 19 av. BY par un Empire galactique autoritaire et discriminatoire. Cette nouvelle entité est dirigée par le Sith Palpatine et son apprenti Dark Vador.
Mais après plusieurs années, la brutalité du régime provoque l'apparition d'une opposition armée : l'Alliance rebelle. Sa première victoire se déroule lors de la bataille de Yavin, lorsque les rebelles parviennent à détruire l'arme absolue de l'Empire, la station spatiale Étoile de la mort. En 3 ap. BY, Dark Vador contre-attaque en détruisant la base principale des rebelles sur la planète Hoth. L'année suivante, les rebelles découvrent l'existence d'une seconde Étoile de la mort autour d'Endor. Lors de la bataille qui s'y déroule, ils parviennent à renverser l'Empire, à détruire sa nouvelle super arme et à vaincre l'Empereur et son disciple Dark Vador. La nouvelle entité qui gouverne la galaxie, la Nouvelle République, doit cependant poursuivre le combat contre les vestiges de l'Empire.

### Déroulement du synopsis
En 5 ap. BY, l'amiral Ackbar de la Nouvelle République envoie l'escadron « 77 » enquêter sur la présence d'un destroyer stellaire autour de la planète désertique Jakku. En arrivant dans le système, le groupe de reconnaissance est pris en chasse par des chasseurs TIE. Il parvient à vaincre les chasseurs ennemis et à fuir le destroyer,. C'est le début de la bataille de Jakku dont les combats ont lieu au sol et en orbite. Cette victoire de la Nouvelle République marque la fin de l'Empire galactique.

## Localisations

### Disneyland
Hyperspace Mountain ouvre pour la première fois le 14 novembre 2015 à Disneyland en Californie. Son ouverture précède de quelques semaines la sortie du film Star Wars, épisode VII : Le Réveil de la Force. Hormis le panneau à l'entrée de l'attraction et le briefing fait par l'amiral Ackbar, les décors de la file d'attente diffèrent peu de ceux de la version originale,. 

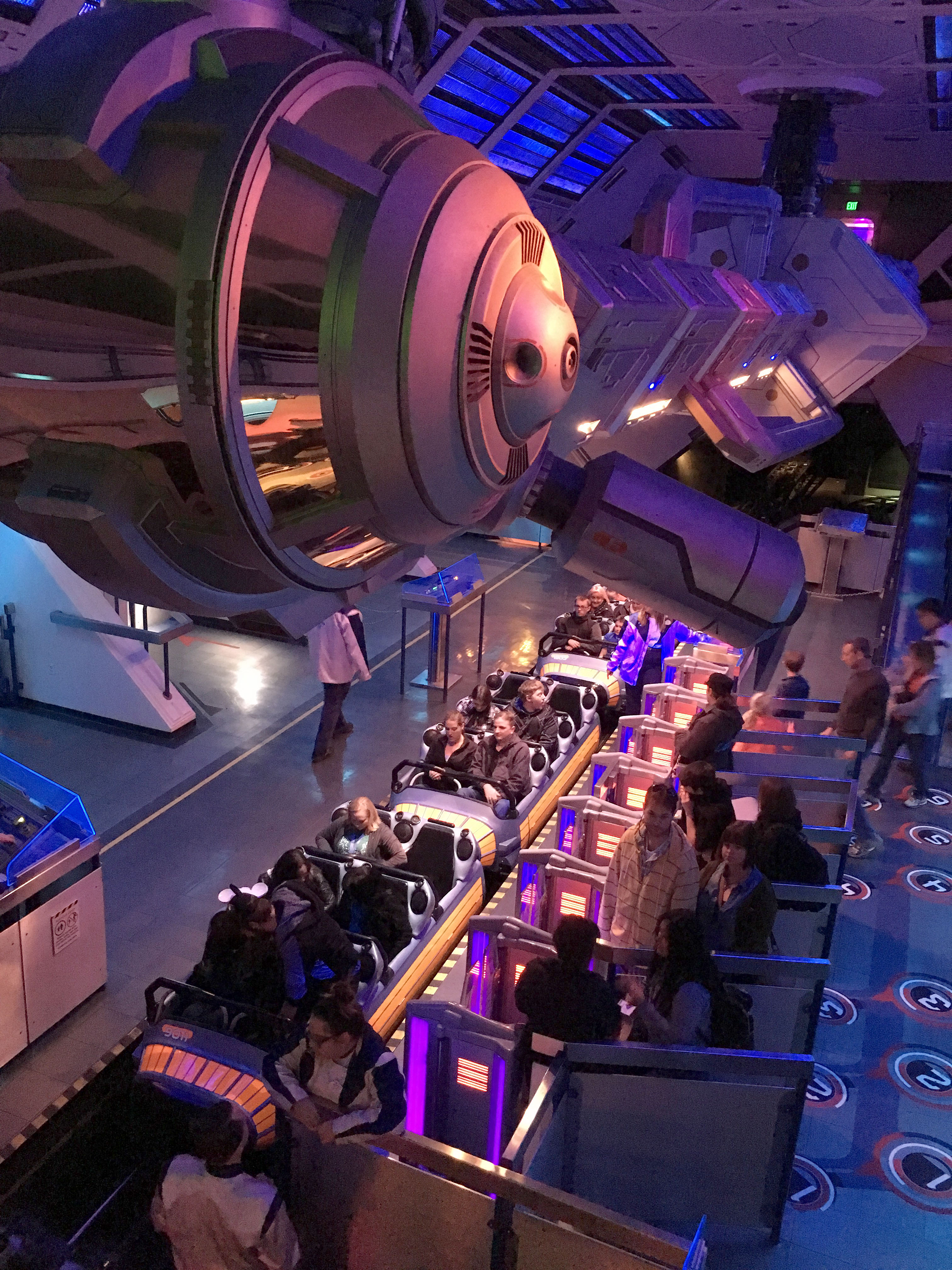
La zone d'embarquement à Disneyland.

Cette thématisation temporaire fait chaque année son retour à l'occasion de la « Saison de la Force ». Celle-ci a généralement lieu en mai, aux alentours de la journée Star Wars.
Cette attraction bénéficie du système FastPass
- Ouverture : 14 novembre 2015
- Fermeture : Occasionnelle
- Conception : Walt Disney Imagineering, Vekoma et Dynamic Structures[23]
- Vitesse maximale : 51 km/h[23]
- Taille minimale requise pour l'accès : 1,02 m[23]
- Nombre de véhicules : 12[23]
- Durée : 3 min[23]
- Type d'attraction : Montagnes russes enfermées[23]
- Situation : 28° 25′ 09″ N, 81° 34′ 38″ O

### Hong Kong Disneyland

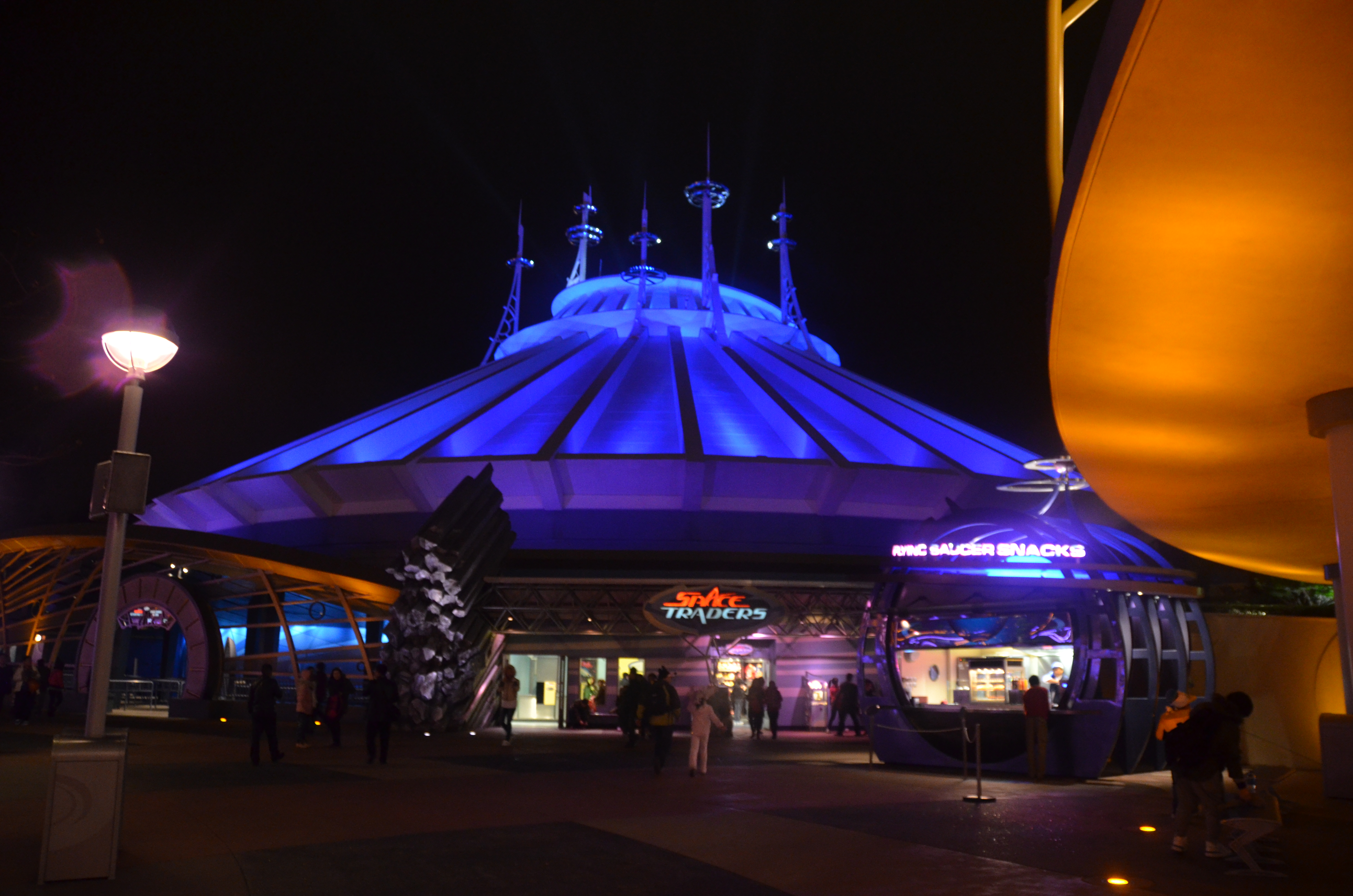
Vue extérieure de l'attraction à Hong Kong Disneyland.

La version de Space Mountain construite à Hong Kong Disneyland est une copie de celle présente à Disneyland. La thématisation a donc consisté à copier l'attraction Hyperspace Mountain présente en Californie en 2015. Cependant, la file d'attente comprend en plus un X-wing à taille réelle. Cette version ouvre le 11 juin 2016 à l'occasion d'une période dédiée à la saga Star Wars.
- Ouverture : 11 juin 2016
- Conception : Walt Disney Imagineering[23]
- Taille minimale requise pour l'accès : 1,02 m[23]
- Nombre de véhicules : 14[26]
- Durée : 3 min[23]
- Type d'attraction : Montagnes russes enfermées
- Situation : 22° 18′ 51″ N, 114° 02′ 28″ E

### Parc Disneyland

Vue extérieure de l'attraction au parc Disneyland.

La version du parc Disneyland ouvre le 7 mai 2017 à l'occasion des vingt-cinq ans du parc. Son ouverture suit de quelques mois celle de Star Tours : L'Aventure continue, une autre attraction Star Wars située juste à côté. Localisée en plein centre de Discoveryland, l'entrée de l'attraction est surplombée d'un panneau sur lequel est écrit en bleu « Hyperspace Mountain ». Le visiteur traverse ensuite un pont et est face à un poster géant de l'attraction. Il longe la Columbiad, un vestige de la version originale de l'attraction, puis pénètre dans le bâtiment. Il marche dans un long couloir peu éclairé où les différents vaisseaux de la Nouvelle République et de l'Empire galactique sont présentés sur des affiches. Il passe dans la salle du Gun Club de Baltimore, un autre vestige, et arrive enfin dans la gare où sont disposées des bannières au nom de l'attraction.
Cette attraction bénéficie du système FastPass

Cette attraction bénéficie du système Disney Premier Access
- Ouverture : 7 mai 2017
- Conception : Walt Disney Imagineering et Vekoma[23]
- Vitesse maximale : 75 km/h[23]
- Taille minimale requise pour l'accès : 1,20 m[29]
- Nombre de véhicules : 6
- Durée : 2 min 57 s[23]
- Type d'attraction : Montagnes russes enfermées[23]
- Situation : 48° 52′ 27″ N, 2° 46′ 45″ E
- Attraction précédente :
  - Space Mountain : Mission 2 (2005-2017)

## Réception
Dans un classement des meilleures attractions Star Wars sur le site de fans de Disney Laughing Place, Hyperspace Mountain est à la cinquième place sur six. L'auteur qui n'a testé que la version de Disneyland, préfère la version originale de l'attraction et ne comprend pas pourquoi cette thématisation continue de revenir chaque année alors que Star Wars: Galaxy's Edge a ouvert dans le même parc.
David Swanson du Los Angeles Times est particulièrement virulent envers le travail de thématisation effectué à Hong Kong Disneyland. Les quelques projections sur le dôme sont, selon lui, dignes d'amateurs. Il regrette notamment que le budget n'ait pas été plus élevé.
Dans sa critique de la version parisienne, le site internet Chronique Disney donne la note de deux étoiles sur quatre à l'attraction. Il lui est en effet reproché son manque de cohérence, l'architecture et le design steampunk inspirés des romans De la Terre à la Lune et Autour de la Lune de Jules Verne s'accordant peu avec l'univers de Star Wars. Selon l'autrice de la critique, cela affecte l'effet d'immersion du visiteur.